# Domenico Tintoretto
Domenico Tintoretto, właśc. Domenico Robusti (ur. w 1560 w Wenecji, zm. 17 maja 1635 tamże) – włoski malarz i rysownik okresu manieryzmu, syn Jacopa Tintoretta.
Uczył się u swego ojca, z którym później współpracował przy wielu realizacjach (m.in. malowidła w Pałacu Dożów). Zgodnie z wolą ojca przejął po śmierci jego pracownię. Pomagało mu rodzeństwo: siostra Marietta (ok. 1556–1590) i brat Marco (1561–1637). W wieku 17 lat został członkiem cechu malarzy weneckich.
Malował głównie portrety i obrazy religijne.
Zmarł w wieku siedemdziesięciu pięciu lat. Pochowany został obok swojego ojca w weneckim kościele Madonna dell’Orto.

## Dzieła

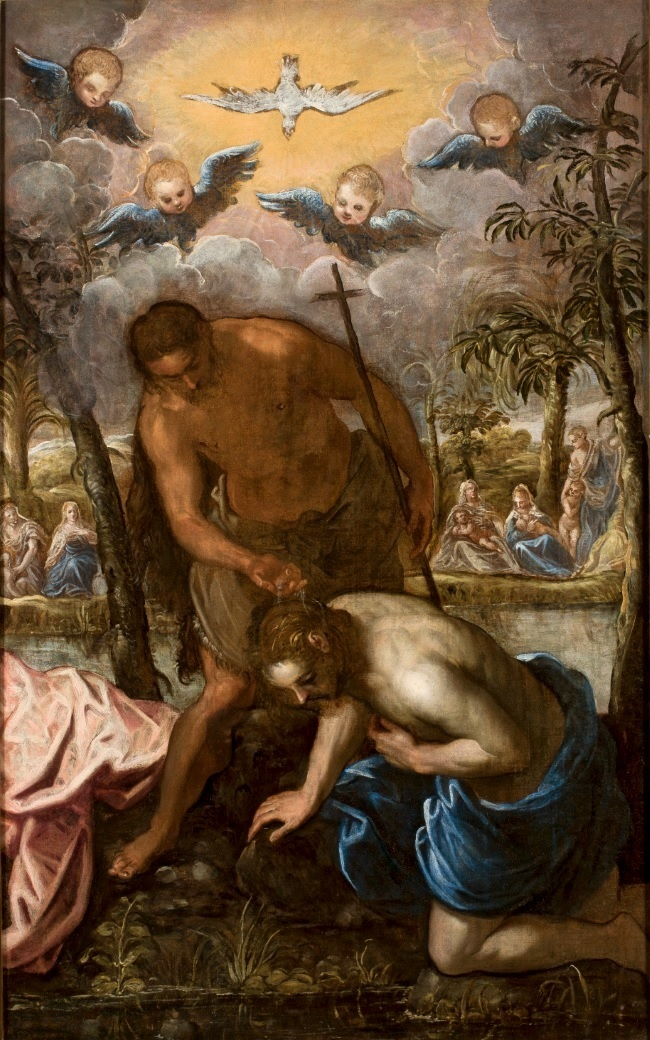
Chrzest Chrystusa (po 1588)

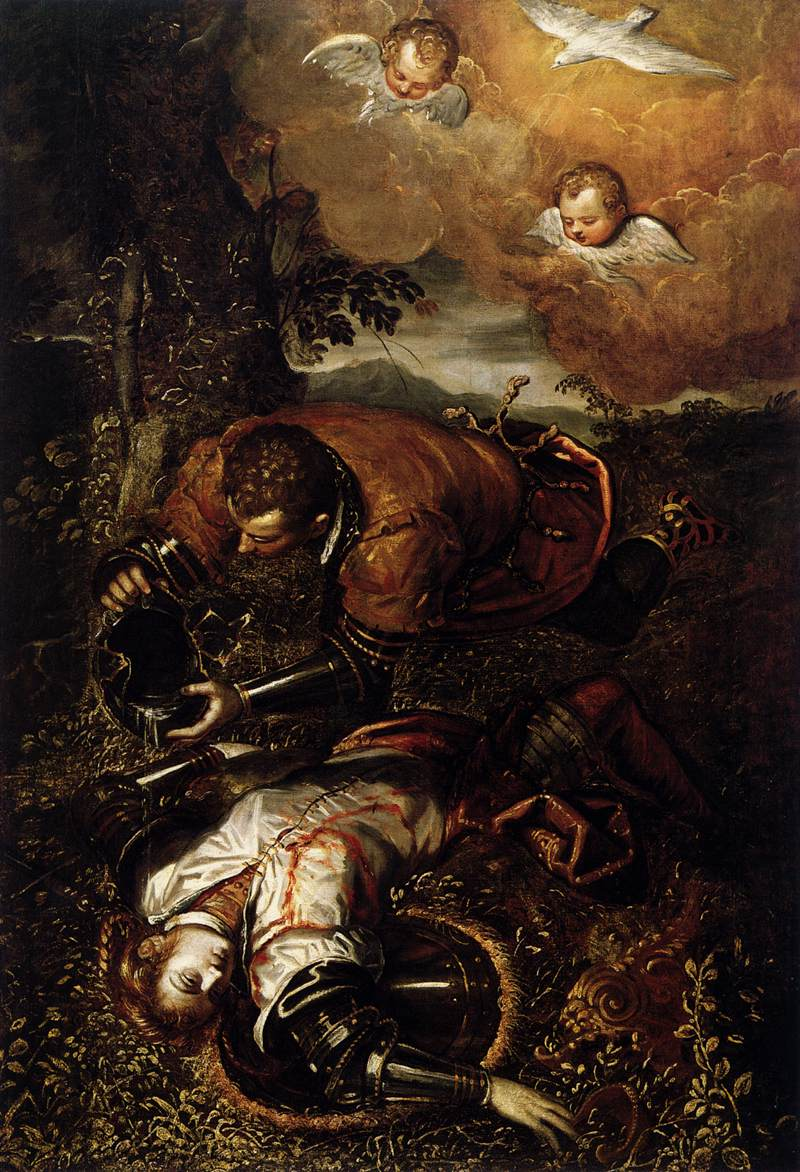
Tankred chrzczący Kloryndę (ok. 1585)

- Chrzest Chrystusa -  ok. 1585, 137 cm x 105 cm, Prado, Madryt
- Chrzest Chrystusa -  po 1588, 186,5 x 118 cm, Muzeum Narodowe w Warszawie
- Dama w czerni -  1590-1600, 115 x 96 cm, Isabella Stewart Gardner Museum, Boston
- Pokłon pasterzy -  ok. 1578, 78 x 92 cm, Courtauld Gallery, Londyn
- Popiersie starca -  ok. 1580, 51,5 x 41 cm, Kunsthistorisches Museum. Wiedeń
- Portret brodatego mężczyzny w futrzanym szlafroku -  Galeria Uffizi, Florencja
- Portret mężczyzny -  1586-89, 79 x 79 cm, Ermitaż, Sankt Petersburg
- Portret mężczyzny -  99 x 81 cm, Musée des Beaux-Arts, Chambéry
- Portret młodej damy -  115 x 99 cm, Gemäldegalerie, Berlin
- Portret podwójny -  99,5 x 121 cm, Galeria Obrazów Starych Mistrzów w Dreźnie
- Portret szlachcica -  1590-1600, 120 x 98 cm, National Gallery w Londynie
- Portret żony doży -  111 x 93,5 cm, Museum der Bildenden Künste, Lipsk
- Św. Jan Chrzciciel -  1604, Kościół Przemienienia Pańskiego w Tarnogrodzie
- Św. Jan Ewangelista -  1604, Kościół Przemienienia Pańskiego w Tarnogrodzie
- Święta Rodzina ze św. Elżbietą i małym św. Janem -  123,5 x 167 cm, Wallraf-Richartz-Museum, Kolonia
- Tankred chrzczący Kloryndę -  ok. 1585, 168 x 115 cm, Museum of Fine Arts, Houston, Houston
- Wskrzeszenie Łazarza -  1585-90, 121.6 x 196.2 cm, North Carolina Museum of Art, Raleigh
- Zdobycie Konstantynopola -  1578-85, Pałac Dożów, Wenecja
- Zuzanna -  216 x 159 cm, Galeria Obrazów Starych Mistrzów w Dreźnie